# U.S. Men's Clay Court Championships 2022
U.S. Men's Clay Court Championships 2022 — тенісний турнір, що проходив на ґрунтових кортах у місті Х'юстон, США з 4 до 10 квітня. Належав до категорії ATP 250.

## Фінальна частина

### Одиночний розряд
Рейллі Опелка —  Джон Ізнер 6–3, 7–6(9–7)

### Парний розряд
Меттью Ебден /  Макс Перселл —  Іван Сабанов /  Матей Сабанов 6–3, 6–3